# Wataru Sakata
Wataru Sakata (坂田 亘 Sakata Wataru?) (Inazawa, Aichi; 11 de mayo de 1973) es un artista marcial mixto y luchador profesional japonés. Sakata es famoso por su carrera en Pro Wrestling ZERO1 y HUSTLE.

## Carrera
Practicante de karate de estilo Kyokushin y lucha amateur durante la escuela secundaria, Wataru entró en el dōjō de Animal Hamaguchi para ser luchador profesional, siendo más tarde reclutado por Akira Maeda para su compañía Fighting Network RINGS.

### Fighting Network RINGS (1993-2001)
Sakata debutó en RINGS contra Nobuhiro Tsurumaki en 1994, y pasó el resto de los años en la zona media del plantel, sobre todo gracias a su significativa habilidad tanto para las artes marciales mixtas como en lucha libre, logrando una victoria en MMA sobre Valentijn Overeem y teniendo grandes combates contra Kiyoshi Tamura, quien se convirtió en su compañero de entrenamiento. Aunque Wataru era un aprendiz devoto de Akira Maeda, hubo un momento polémico en 1998, cuando Sakata fue atacado por Maeda de forma real en backstage y golpeado repetidamente bajo el pretexto de no haberse esforzado lo suficiente. En 1999, después de una pausa en sus participaciones en la lucha real, respondió al desafío de Sean Alvarez para una lucha de vale tudo, y aunque fue derrotado, Sakata dio una gran exhibición. En 2001, después de una trayectoria con luchas ante nombres como Renzo Gracie, Brandon Lee Hinkle y Dave Menne, Wataru abandonó RINGS.

### Pro Wrestling ZERO-ONE (2001-2004)
Tras un breve paso por DEEP, Sakata pasó a dedicarse enteramente a la lucha libre y se unió a la compañía Pro Wrestling ZERO-ONE de Shinya Hashimoto. Después de un breve un equipo con otro luchador de MMA, Hirotaka Yokoi, Wataru se destacó por su carrera individual, ganando el Tenka-Ichi Junior Tournament 2002 tras importantes victorias sobre Ikuto Hidaka, Low Ki, Dick Togo y Naohiro Hoshikawa. El torneo le brindó el vacante WORLD-1 Junior Heavyweight Championship, cimentando su estatus como el as de la división peso crucro de la compañía. También, en agosto de 2003, derrotó a Low Ki de nuevo para ganar el NWA/UPW/ZERO-ONE International Junior Heavyweight Championship y convertirse en doble campeón, reteniéndolo ante Jun Kasai, Ikuto Hidaka y Homicide los meses siguientes. En 2004, sin embargo, Sakata dejó vacantes los títulos para ascender a la división de peso pesado, pero este movimiento, pese a ser duro, resultó también exitoso y Sakata ganó el NWA Intercontinental Tag Team Championship con Masato Tanaka ante los recién coronados Shinjiro Otani & Takao Omori.

### HUSTLE (2004-2009)
A mediados de 2004, Sakata fue contratado por HUSTLE. A pesar de recibir una invitación al Monster Army de parte de Yuji Shimada, Sakata respondió ejecutando un piledriver sobre él y se situó del lado de Naoya Ogawa, Shinya Hashimoto y el HUSTLE Army. Durante este tiempo, Wataru se enfrentó a luchadores del Monster Army con similar trasfondo de MMA, como Kevin Randleman y Dan Bobish, consiguiendo victorias contra ellos. Sin embargo, después de ser rapado como consecuencia de un combate contra Umanosuke Anjoh, Sakata quedó tan avergonzado que se pasó al Monster Army. Él y Ryoji Sai ganaron HUSTLE Super Tag Team Championship con  al vencer a Genichiro Tenryu & Tadao Yasuda, aunque lo perderían semanas más tarde ante Erica & Margaret. Su estancia en el Monster Army no duró mucho más, ya que en HUSTLE House Vol. 23 Sakata sufrió una brutal paliza a manos del miembro del HUSTLE Army Tiger Jeet Singh, lo que le hizo recobrar la razón y unirse a ellos de nuevo.
En 2007, después de que Naoya Ogawa abandonase el HUSTLE Army, Sakata se convirtió en su principal miembro y sostuvo el liderazgo durante un tiempo, ofreciéndose voluntario para luchar contra el todopoderoso The Esperanza en Hustlemania 2007. Aunque Sakata era claramente incapaz de vencerle, la ayuda de su esposa Yosei consiguió que Wataru finalmente ganase contra él. Tras ello, participó en el torneo HUSTLE GP, en el que el ganador podría pedir cualquier deseo, a fin de ganar y desear la desaparición del Monster Army (aunque Wataru también llegó a decir que su deseo sería que un hombre casado como él pudiese practicar la poligamia), pero Sakata perdió ante Toshiaki Kawada en la final y no logró su objetivo. Deprimido, Sakata abandonó HUSTLE para recluirse como eremita en un campo de natto. No obstante, meses después, un misterioso personaje con una extraña visera y ataviado con una capa de arpillera, llamado Nattoman, comenzó a intervenir torpemente en combates en un intento de favorecer al HUSTLE Army, hasta que finalmente fue descubierto e identificado como Sakata, quien había retornado para luchar contra el Monster Army a su manera. Por ello, Sakata volvió al HUSTLE Army, ahora liderado por Magnum TOKYO, y permaneció con ellos hasta el final de la empresa.

## En lucha
- Movimientos finales
  - Cross armbar[5]
  - Diving double foot stomp[1][2] - 2004-2009
  - High-speed high kick a la cabeza del oponente[6]
  - Sleeper hold[7]
  - Superkick[1][2] - 2007-2009

- Movimientos de firma
  - Aquarius Clutch[2] (Headhold small package pin)
  - Bridging full nelson suplex[2]
  - Camel clutch
  - Dropkick
  - Natto Roll[8] (Roll-up)
  - Guillotine choke[5]
  - Hurricanrana
  - Jumping knee smash[1]
  - Kneeling belly to back piledriver[1]
  - Múltiples stiff high kicks al torso del oponente
  - Sharpshooter[6]
  - Single leg boston crab[9]
  - Twisting rolling belly to back suplex

- Mánagers
  - Yuko Aoki[10]
  - Eiko Koike

## Campeonatos y logros
- HUSTLE
  - Hustle Super Tag Team Championship (1 vez) - con Ryouji Sai

- Pro Wrestling ZERO-ONE / Pro Wrestling ZERO1-Max / Pro Wrestling ZERO1
  - ZERO1 International Junior Heavyweight Championship (1 vez)
  - NWA Intercontinental Tag Team Championship (1 vez) - con Masato Tanaka
  - WORLD-1 Junior Heavyweight Championship (1 vez)
  - Tenkaichi Junior Tournament (2002)

## Récord en artes marciales mixtas
| Resultado | Récord | Oponente           | Método                       | Evento                                    | Fecha                    | Ronda | Tiempo      | Localización                        | Notas               |
| --------- | ------ | ------------------ | ---------------------------- | ----------------------------------------- | ------------------------ | ----- | ----------- | ----------------------------------- | ------------------- |
| Derrota   | 14-16  | Daniel Gracie      | Sumisión (cross armbar)      | PRIDE Shockwave 2003                      | 31 de diciembre de 2003  | 1     | 7:12        | Saitama, Japón                      |                     |
| Derrota   | 14-15  | Mario Sperry       | Sumisión (cross armbar)      | UFO Legend                                | 8 de agosto de 2003      | 3     | 5:00        | Tokio, Japón                        |                     |
| Victoria  | 14-14  | Toro Irison        | Sumisión (cross armbar)      | DEEP 4th Impact                           | 30 de mayo de 2002       | 1     | 4:05        | Osaka, Japón                        |                     |
| Victoria  | 13-14  | Kosei Kubota       | TKO (puñetazos)              | DEEP 3rd Impact                           | 23 de diciembre de 2001  | 1     | 5:00        | Tokio, Japón                        |                     |
| Victoria  | 12-14  | Adrian Serrano     | TKO (lesión de ojo)          | DEEP 2nd Impact                           | 18 de agosto de 2001     | 1     | 5:00        | Yokohama, Kanagawa, Japón           |                     |
| Derrota   | 11-14  | Ryushi Yanagisawa  | Decisión (dividida)          | RINGS King of Kings 2000 Final            | 24 de febrero de 2001    | 2     | 5:00        | Tokio, Japón                        |                     |
| Derrota   | 11-13  | Dave Menne         | Decisión (unánime)           | RINGS King of Kings 2000 Block A          | 9 de octubre de 2000     | 2     | 5:00        | Tokio, Japón                        |                     |
| Derrota   | 11-12  | Gustavo Machado    | TKO (corte)                  | RINGS Battle Genesis vol. 6               | 5 de septiembre de 2000  | 1     | 1:35        | Tokio, Japón                        |                     |
| Victoria  | 11-11  | Mansour Heidari    | Decisión (unánime)           | WEF 9 World Class                         | 13 de mayo de 2000       | 3     | 4:00        | Evansville, Indiana, Estados Unidos |                     |
| Victoria  | 10-11  | Branden Lee Hinkle | Sumisión (ankle lock)        | RINGS Millenium Combine 1                 | 20 de abril de 2000      | 1     | 7:23        | Tokio, Japón                        |                     |
| Derrota   | 9-11   | Renzo Gracie       | Sumisión (cross armbar)      | RINGS King of Kings 1999 Block B          | 22 de diciembre de 1999  | 1     | 1:25        | Osaka, Japón                        |                     |
| Victoria  | 9-10   | Chris Watts        | Sumisión (ankle lock)        | TFKRG 5                                   | 19 de agosto de 1999     | 1     | 6:53        | Buckhinghamshire, Reino Unido       |                     |
| Victoria  | 8-10   | Borislav Jeliazkov | Sumisión (cross armbar)      | RINGS Rise 4th                            | 24 de junio de 1999      | 1     | 6:49        | Tokio, Japón                        |                     |
| Derrota   | 7-10   | Borislav Jeliazkov | Sumisión (scarf hold)        | RINGS Rise 1st                            | 20 de marzo de 1999      | 1     | 8:28        | Tokio, Japón                        |                     |
| Derrota   | 7-9    | Sean Alvarez       | Decisión (mayoría)           | RINGS Final Capture                       | 21 de febrero de 1999    | 3     | 5:00        | Tokio, Japón                        | Reglas de vale tudo |
| Victoria  | 7-8    | Willie Peeters     | Sumisión (ankle lock)        | RINGS Fourth Fighting Integration         | 27 de junio de 1998      | 1     | 1:45        | Tokio, Japón                        |                     |
| Derrota   | 6-8    | Willie Peeters     | Decisión (unánime)           | RINGS Holland - The King of Rings         | 8 de febrero de 1998     | 2     | 5:00        | Ámsterdam, Holanda, Países Bajos    |                     |
| Victoria  | 6-7    | Valentijn Overeem  | Sumisión (ankle lock)        | RINGS Extension Fighting 7                | 26 de septiembre de 1998 | 1     | 2:16        | Tokio, Japón                        |                     |
| Victoria  | 5-7    | Herman Renting     | Sumisión (guillotine choke)  | RINGS Mega Battle Tournament 1997         | 21 de enero de 1998      | 1     | 3:24        | Tokio, Japón                        |                     |
| Victoria  | 4-7    | Minoru Tanaka      | Sumisión (guillotine choke)  | RINGS Extension Fighting 4                | 13 de agosto de 1997     | 1     | 5:03        | Kagoshima, Japón                    |                     |
| Victoria  | 3-7    | Sean McCully       | Sumisión (cross armbar)      | RINGS Budokan Hall 1997                   | 22 de enero de 1997      | 1     | Desconocido | Tokio, Japón                        |                     |
| Derrota   | 2-7    | Willie Peeters     | Sumisión (north/south choke) | RINGS Maelstrom 6                         | 24 de agosto de 1996     | 1     | Desconocido | Tokio, Japón                        |                     |
| Victoria  | 2-6    | Valentijn Overeem  | Sumisión (cross armbar)      | RINGS Maelstrom 5                         | 16 de julio de 1996      | 1     | 6:24        | Osaka, Japón                        |                     |
| Derrota   | 1-6    | Willie Peeters     | TKO (palmazos)               | RINGS Maelstrom 4                         | 29 de junio de 1996      | 1     | 10:08       | Tokio, Japón                        |                     |
| Derrota   | 1-5    | Yoshihisa Yamamoto | Sumisión (cross armbar)      | RINGS Holland - The Kings of Martial Arts | 18 de febrero de 1996    | 1     | 3:28        | Ámsterdam, Holanda, Países Bajos    |                     |
| Derrota   | 1-4    | Mikhail Illyukhin  | Sumisión                     | RINGS Budokan Hall 1996                   | 24 de enero de 1996      | 1     | Desconocido | Tokio, Japón                        |                     |
| Derrota   | 1-3    | Emil Krastev       | TKO (puñetazos)              | RINGS Mega Battle Tournament 1995         | 19 de diciembre de 1995  | 1     | 3:50        | Osaka, Japón                        |                     |
| Derrota   | 1-2    | Willie Peeters     | TKO (rodillazo y palmazos)   | RINGS Mega Battle Tournament 1995         | 16 de noviembre de 1995  | 1     | 6:16        | Aichi, Nagoya, Japón                |                     |
| Derrota   | 1-1    | Tsuyoshi Kohsaka   | Sumisión                     | RINGS - Rising Series 2 Uzuki             | 28 de abril de 1995      | 1     | 9:39        | Tokio, Japón                        |                     |
| Victoria  | 1-0    | Minoru Tanaka      | Sumisión                     | RINGS Mega Battle Tournament 1994         | 16 de diciembre de 1994  | 1     | 0:49        | Aichi, Nagoya, Japón                |                     |